# Effi come Darwin
Effi come Darwin è la trentaquattresima storia a fumetti di Valentina, celebre personaggio creato da Guido Crepax. La storia è incentrata sul personaggio di Effi, mentre Valentina viene soltanto citata.

## Trama
Infastidita per essere stata mandata via da Valentina, Effi va alle Galápagos per approfondire i suoi studi etologici. Lì, un fotografo la avverte di lucertole velenose, ma Effi scopre che si tratta di animali finti che contengono congegni per lo spionaggio. L'uomo si rivela un agente segreto che la minaccia di morte, ma viene assalito da una fregata (anch'essa finta). In hotel, Effi inizia a sospettare che tutti gli animali siano finti e che gli zoologi presenti siano in realtà spie. Viene nuovamente minacciata dallo stesso agente, questa volta armato, che però viene ucciso da un proiettile di un agente rivale (che si era presentato a Effi come ornitologo). Di notte, il finto ornitologo aggredisce anche Effi, ma viene sbranato da un branco di cani.

## Personaggi

### Effi Lang
Ragazza bavarese studentessa di etologia. Innamorata di Valentina, ha avuto un'ambigua relazione con lei, fino al ritorno del compagno Philip, per il quale ha dovuto farsi da parte.

## Pubblicazioni
- Il Messaggero Estate giugno 1986
- Corto Maltese febbraio 1987[1]
- Milano Libri (Valentina - La gazza ladra) giugno 1992
- RCS (Volume 12) 2007
- Mondadori (Volume 29) 2015